# Xerophyta

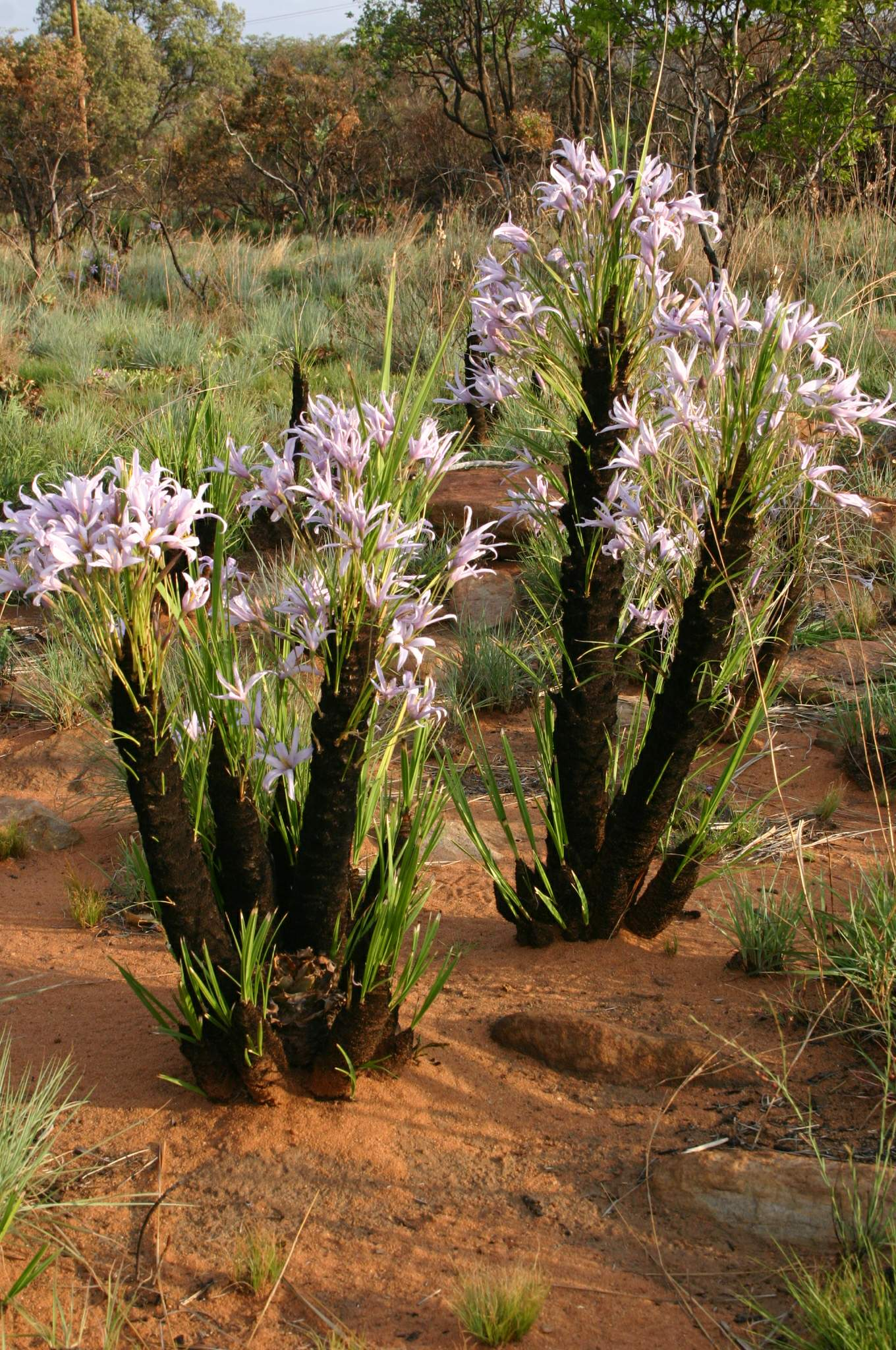
Pokrój Xerophyta retinervis

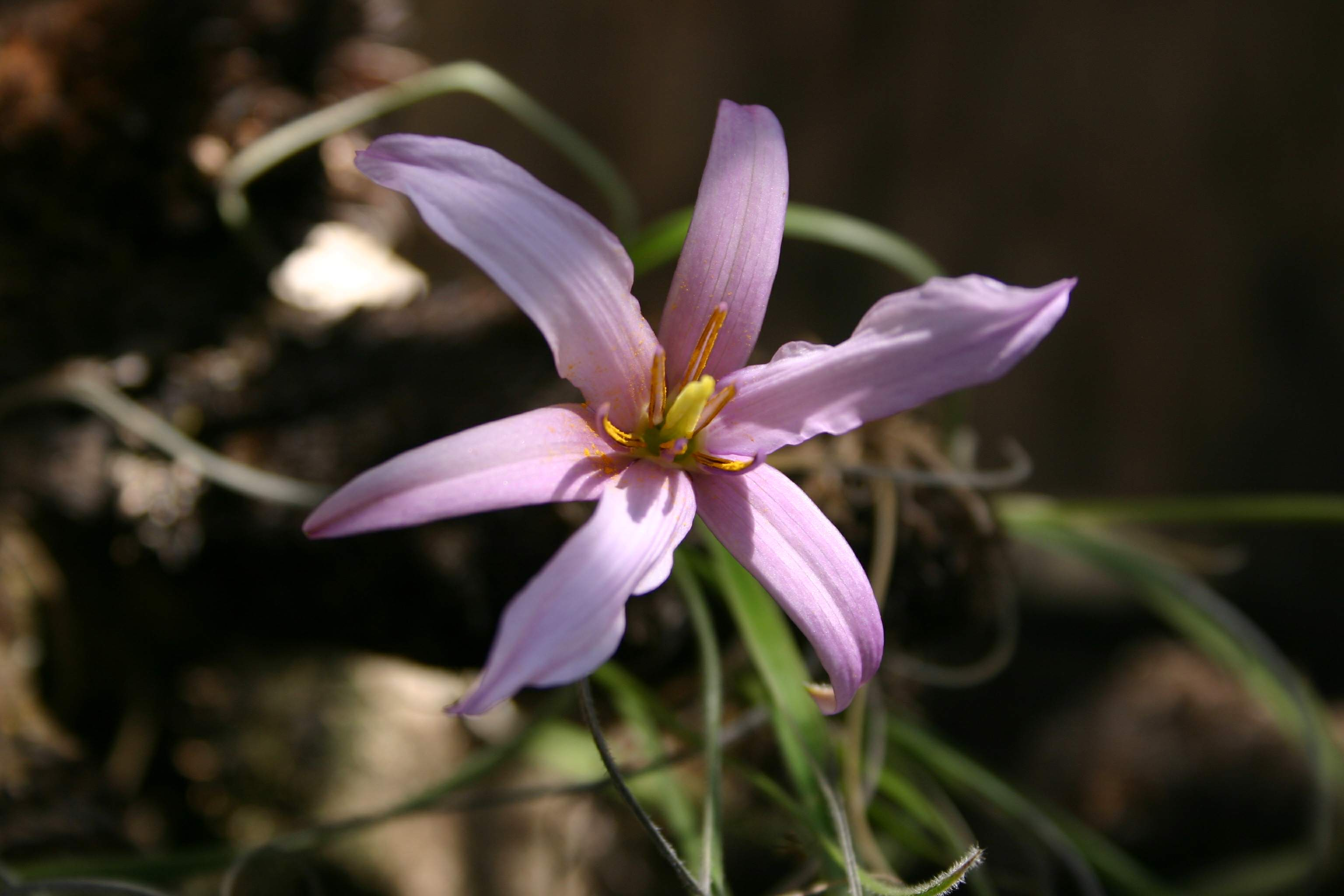
Kwiat Xerophyta retinervis

Xerophyta Juss. – rodzaj wieloletnich, kserofitycznych roślin z rodziny Velloziaceae, obejmujący 57 gatunków, występujących w Afryce, od Nigerii, Gwinei Równikowej i Zairu do  Sudanu i Erytrei na północy do Republiki Południowej Afryki i Madagaskaru na południu, a także w Azji, na Półwyspie Arabskim.
Nazwa naukowa rodzaju pochodzi od greckich słów ξερος (kseros – suche, suszone) i φυτών (phyton – rośliny) i odnosi się do formy życiowej tych roślin.

## Morfologia
PokrójRośliny niewielkie do dużych.
ŁodygaZdrewniała, włóknista, rozgałęziona, wzniesiona i naziemna.
LiścieBlaszki liściowe wąsko trójkątne i nitkowate lub równowąskie, tępe, cylindryczne i zwężające się.
KwiatyPromieniste, obupłciowe, 6-pręcikowe, wyrastające wierzchołkowo na łodydze. Hypancjum niewiele dłuższe od zalążni. Okwiat sześciolistkowy. Listki okwiatu położone w dwóch okółkach, zrośnięte w rurkę. Pręciki o spłaszczonych nitkach, niemal całkowicie zrośniętych z listkami okwiatu, oraz równowąskich główkach. Zalążnia trójkomorowa, często spłaszczona wierzchołkowo. Szyjka słupka wydłużona, przechodząca w 3 znamiona. W każdej komorze zalążni powstają dwa łożyska. Septalne miodniki położone są w ścianach zalążni.
OwoceTorebki zawierające liczne nasiona.

## Systematyka
Pozycja systematyczna według Angiosperm Phylogeny Website (aktualizowany system APG IV z 2016)Należy do podrodziny Vellozioideae, rodziny Velloziaceae, w rzędzie pandanowców (Pandanales)  zaliczanych do jednoliściennych (monocots).
Gatunki
- Xerophyta acuminata (Baker) N.L.Menezes
- Xerophyta adendorffii Behnke
- Xerophyta andringitrensis (H.Perrier) Phillipson & Lowry
- Xerophyta arabica (Baker) N.L.Menezes
- Xerophyta argentea (Wild) L.B.Sm. & Ayensu
- Xerophyta brevifolia (H.Perrier) Phillipson & Lowry
- Xerophyta capillaris Baker
- Xerophyta cauliflora Behnke
- Xerophyta concolor L.B.Sm.
- Xerophyta connata McPherson & van der Werff
- Xerophyta dasylirioides Baker
- Xerophyta demeesmaekeriana P.A.Duvign. & Dewit
- Xerophyta eglandulosa H.Perrier
- Xerophyta elegans (Balf.) Baker
- Xerophyta equisetoides Baker
- Xerophyta eylesii (Greves) N.L.Menezes
- Xerophyta glabra Behnke
- Xerophyta glutinosa Behnke
- Xerophyta goetzei (Harms) L.B.Sm. & Ayensu
- Xerophyta hereroensis (Schinz) N.L.Menezes
- Xerophyta hirtiflora Behnke & E.Hummel
- Xerophyta humilis (Baker) T.Durand & Schinz
- Xerophyta junodii Behnke
- Xerophyta kirkii (Hemsl.) L.B.Sm. & Ayensu
- Xerophyta longicaulis Hilliard
- Xerophyta monroi (Greves) N.L.Menezes
- Xerophyta naegelsbachii (Dinter ex Friedr.-Holzh.) Behnke
- Xerophyta nutans L.B.Sm. & Ayensu
- Xerophyta pauciramosa (L.B.Sm. & Ayensu) Behnke
- Xerophyta pectinata Baker
- Xerophyta pinifolia Lam. ex Poir.
- Xerophyta pseudopinifolia Behnke
- Xerophyta purpurascens Behnke
- Xerophyta rehmannii Behnke
- Xerophyta retinervis Baker
- Xerophyta rippsteinii L.B.Sm., J.-P.Lebrun & Stork
- Xerophyta rosea (Baker) N.L.Menezes
- Xerophyta scabrida (Pax) T.Durand & Schinz
- Xerophyta schlechteri (Baker) N.L.Menezes
- Xerophyta schnizleinia (Hochst.) Baker
- Xerophyta seinei Behnke, K.Kramer & E.Hummel
- Xerophyta sessiliflora Baker
- Xerophyta simulans L.B.Sm. & Ayensu
- Xerophyta spekei Baker
- Xerophyta splendens (Rendle) N.L.Menezes
- Xerophyta squarrosa Baker
- Xerophyta stenophylla Baker
- Xerophyta suaveolens (Greves) N.L.Menezes
- Xerophyta tanzaniana Behnke
- Xerophyta trichophylla (Baker) N.L.Menezes
- Xerophyta tulearensis (H.Perrier) Phillipson & Lowry
- Xerophyta vallispongolana J.E.Burrows, S.M.Burrows & Behnke
- Xerophyta velutina Baker
- Xerophyta villosa (Baker) L.B.Sm. & Ayensu
- Xerophyta viscosa Baker
- Xerophyta wentzeliana (Harms) Sölch
- Xerophyta zimbabwensis Behnke & E.Hummel